# Mattia Viti
Mattia Viti, né le 24 janvier 2002 à Borgo San Lorenzo, est un footballeur italien qui évolue au poste de défenseur central à l'ACF Fiorentina en prêt de l'OGC Nice.

## Biographie
Né à Borgo San Lorenzo,,, dans la province de Florence, Mattia Viti a commencé à jouer au football dès l'âge de 4 ans, à l'UPD Ponte a Greve — qui fusionnera plus tard avec la Rondinella Marzocco (it) — dans la capitale toscane,. Après être passé dans le club voisin d'Audace Legnaia, il rejoint l'académie d'Empoli à l'âge de 8 ans, en 2010,,.

### Carrière en club
Après une saison 2019-20 où il est un des piliers de l'équipe Primavera empolitaine, Viti fait ses débuts professionnels le 30 septembre 2020, étant titularisé pour une victoire 2-1 en Coppa Italia contre Renate. Il joue son premier match de Serie B avec Empoli le 9 avril 2021, remplaçant Nedim Bajrami lors d'une victoire 1-0 à l'extérieur contre Reggina, s'avérant déjà décisif avec un dégagement sur la ligne de but dans les derniers instants du match,,. Son équipe remporte par la suite le championnat de deuxième division, faisant son retour dans l'élite italienne, tandis que l'équipe Primavera remporte son championnat national.
Le 22 septembre 2021, il fait ses débuts en Serie A lors d'une victoire 0-2 à l'extérieur contre Cagliari, Aurelio Andreazzoli le faisant débuter et terminer le match, alors que le jeune s'avère déterminant pour garder la cage des Azzurri inviolée,,.
Au cours des mois suivants, malgré la perte tragique de sa mère en novembre 2021, il devient un habitué de l'équipe première, en alternance avec Sebastiano Luperto ou les vétérans Tonelli et Romagnoli. Il est notamment titulaire pour plusieurs victoires importantes en Serie A, contre Bologne, Sassuolo ou encore Udinese, apparaissant comme l'un des jeunes défenseurs les plus prometteurs du championnat italien,,,,,.
Le 2 août 2022, il signe à l'OGC Nice. Le montant du transfert est de 15 millions d'euros, bonus compris.

### Carrière en sélection
Mattia Viti est international italien en équipes de jeunes, ayant joué avec les moins de 15, moins de 16 et moins de 18 ans.
En septembre 2021, il est sélectionné avec les moins de 20 ans italiens. Il fait ses débuts avec l'équipe le 6 septembre lors d'une victoire 1-0 à l'extérieur en match amical, contre la Serbie, devenant un titulaire régulier pour l'équipe en novembre,,, avant d'être promu avec les espoirs, devant néanmoins déclarer forfait sur blessure avant de pouvoir faire ses débuts,.

## Style de jeu
Défenseur central gaucher doté d'une bonne présence physique, il est perçu comme un défenseur fin techniquement, capable de lancer des mouvements offensifs de l'arrière, qui n'hésite pas à prendre des risques et à dribbler pour aller de l'avant,,,.
Proactif dans le pressing sur l'adversaire, il est globalement discipliné dans ses interventions – n'ayant reçu aucun carton au cours de ses 6 premiers mois en Serie A – mais fait néanmoins sa part de tâches défensives, puisqu'il était par exemple dans le top 1% des défenseurs centraux dans le top 5 des ligues européennes en termes de blocs, à mi-chemin de sa première saison en Serie A.
Très vite comparé à l'ancienne star d'Empoli Daniele Rugani,, son profil est souvent associé à celui d'Alessandro Bastoni,. Il cite Sergio Ramos et Paolo Maldini comme ses principales inspirations en tant que joueur,,.

## Statistiques
| Saison                | Club                  | Championnat           | Championnat | Championnat | Coupe(s) nationale(s) | Coupe(s) nationale(s) | Compétition(s) continentale(s) | Compétition(s) continentale(s) | Compétition(s) continentale(s) | Total | Total |
| Saison                | Club                  | Division              | M.          | B.          | M.                    | B.                    | Comp.                          | M.                             | B.                             | M.    | B.    |
| 2020-2021             | Empoli FC             | Serie B               | 2           | 0           | 3                     | 0                     | -                              | -                              | -                              | 5     | 0     |
| 2021-2022             | Empoli FC             | Serie A               | 20          | 0           | 2                     | 0                     | -                              | -                              | -                              | 22    | 0     |
| Sous-total            | Sous-total            | Sous-total            | 22          | 0           | 5                     | 0                     | -                              | -                              | -                              | 27    | 0     |
| 2022-2023             | OGC Nice              | Ligue 1               | 9           | 1           | 0                     | 0                     | C4                             | 3                              | 0                              | 12    | 1     |
| 2023-2024             | US Sassuolo (prêt)    | Serie A               | 15          | 1           | 3                     | 0                     | -                              | -                              | -                              | 18    | 1     |
| 2024-2025             | Empoli FC (prêt)      | Serie A               | 30          | 1           | 3                     | 0                     | -                              | -                              | -                              | 33    | 1     |
| Total sur la carrière | Total sur la carrière | Total sur la carrière | 76          | 3           | 11                    | 0                     | -                              | 3                              | 0                              | 90    | 3     |

## Palmarès
| Empoli FC - Championnat d'Italie D2 (1) : - Champion : 2020-2021. - Championnat d'Italie Primavera (1) - Champion : 2020-2021 (it). |